# Comuna Pogănești, Hîncești
Pogănești este o comună din raionul Hîncești, Republica Moldova. Este formată din satele Pogănești (sat-reședință) și Marchet.

## Demografie
Conform datelor recensământului din 2014, comuna are o populație de 1.336 de locuitori. La recensământul din 2004 erau 1.617 locuitori.

## Administrație și politică
Componența Consiliului local Pogănești (9 consilieri), ales la 5 noiembrie 2023, este următoarea:
|  | Partid                            | Consilieri | Componență | Componență | Componență | Componență | Componență | Componență | Componență |
|  | --------------------------------- | ---------- | ---------- | ---------- | ---------- | ---------- | ---------- | ---------- | ---------- |
|  | Partidul Social Democrat European | 7          |            |            |            |            |            |            |            |
|  | Partidul Acțiune și Solidaritate  | 2          |            |            |            |            |            |            |            |